# Les Feux de l'automne (roman)
Les Feux de l'automne, publié en 1957, est un roman posthume d'Irène Némirovsky (1903-1942), écrivain d'origine russe et d'expression française.
On suit les deux principaux protagonistes, Thérèse et Bernard, issus de la petite bourgeoisie française, de la Première Guerre mondiale jusqu'aux débuts de la Seconde. Roman sur la passion et la fidélité amoureuse, Les Feux de l'automne met surtout en avant, à travers les vicissitudes de ce couple, les effets délétères de la Grande Guerre sur les individus, notamment ceux qui en sont revenus, et sur l'état d'esprit de la société tout entière.

## Résumé
Le roman se divise en trois parties à peu près égales, découpées en courts chapitres, et suit avec quelques ellipses la chronologie historique : 1912-1918, 1920-1936, 1936-1941.

### Première partie:1912-1918

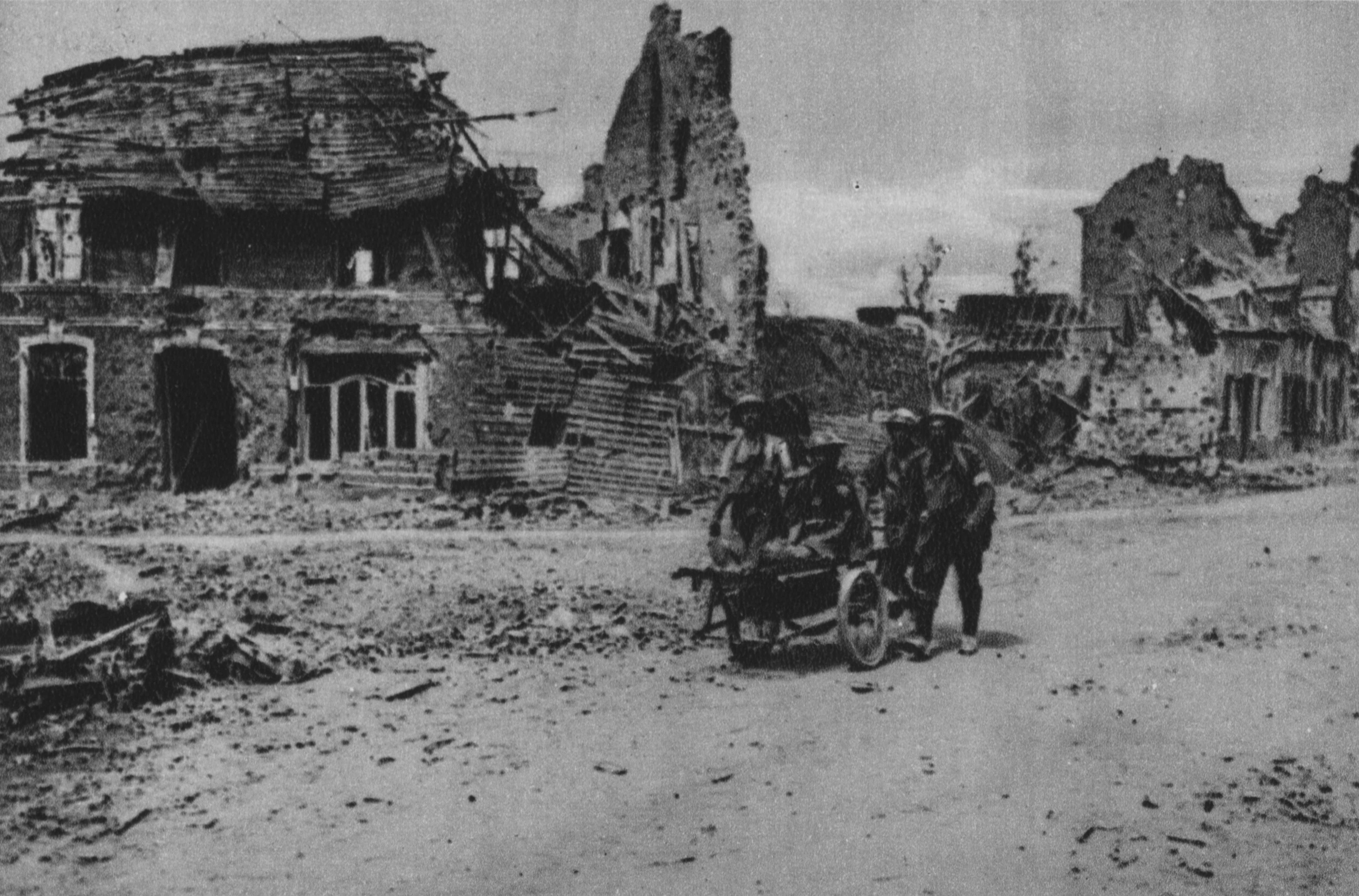
Martial a été tué en 1915, alors qu'il tentait d'évacuer un blessé.

Thérèse, jeune fille de quinze ans orpheline de mère, vit à Paris avec son père Adolphe Brun, modeste rentier, et sa grand-mère maternelle, Mme Pain. Un repas dominical réunit leurs principaux amis : les Jacquelain, leur fils Bernard, Mme veuve Humbert et sa fille Renée, Martial Brun, neveu d'Adolphe, bientôt diplômé de médecine, et son camarade Raymond Détang, étudiant en droit.
En 1914, Thérèse consent par une sorte de fatalisme — « elle avait toujours su qu'elle finirait par être sa femme » — à épouser son cousin Martial, qui l'aime et qu'elle estime. Ils se marient en 1915, lors d'une permission de Martial, tandis que Bernard, vaguement amoureux de Thérèse, attend avec une impatience exaltée d'avoir dix-huit ans, pour devancer l'appel et se couvrir de gloire.
Deux mois plus tard, Martial, médecin aux armées, est tué dans le bombardement de son poste de secours, pour y être retourné chercher un blessé alors que les troupes évacuaient le village. Thérèse cependant, infirmière de guerre, s'interdira les aventures sans lendemain auxquelles l'incite Renée, mariée à Détang mais bien convaincue que la vie est courte et qu'il faut en profiter à n'importe quel prix.
Bernard, ayant à la guerre enduré souffrances et blessures, est guéri de ses illusions héroïques et ne peut que constater avec aigreur le gouffre indicible entre les combattants et ceux de l'arrière. Pourtant, même en 1918, il refuse de s'embusquer en suivant aux États-Unis, pour une prétendue mission au service des intérêts français, Raymond Détang, démobilisé et patriote de salon. Bernard reviendra du front à la fois désabusé et plein d'orgueil, rebuté par la vie honnête et étriquée des gens de son milieu, décidé enfin à ne pas reprendre ses études mais à jouir de la vie et de l'argent facilement gagné : « Se fiche de tout. Bien vivre. S'en fourrer jusque là ».

### Deuxième partie:1920-1936
Les Détang ont fait leur chemin dans la société cynique des profiteurs de guerre, des boursicoteurs et arrivistes de tout poil : Renée tient salon et Raymond, espèce d'intermédiaire entre la politique et la finance, sait se faire passer pour indispensable. Bernard accepte cette fois de lui servir de prête-nom — bien rémunéré — pour des importations de pièces détachées américaines censées aider à la reconstruction de l'industrie française. Il devient en même temps l'amant de Renée.

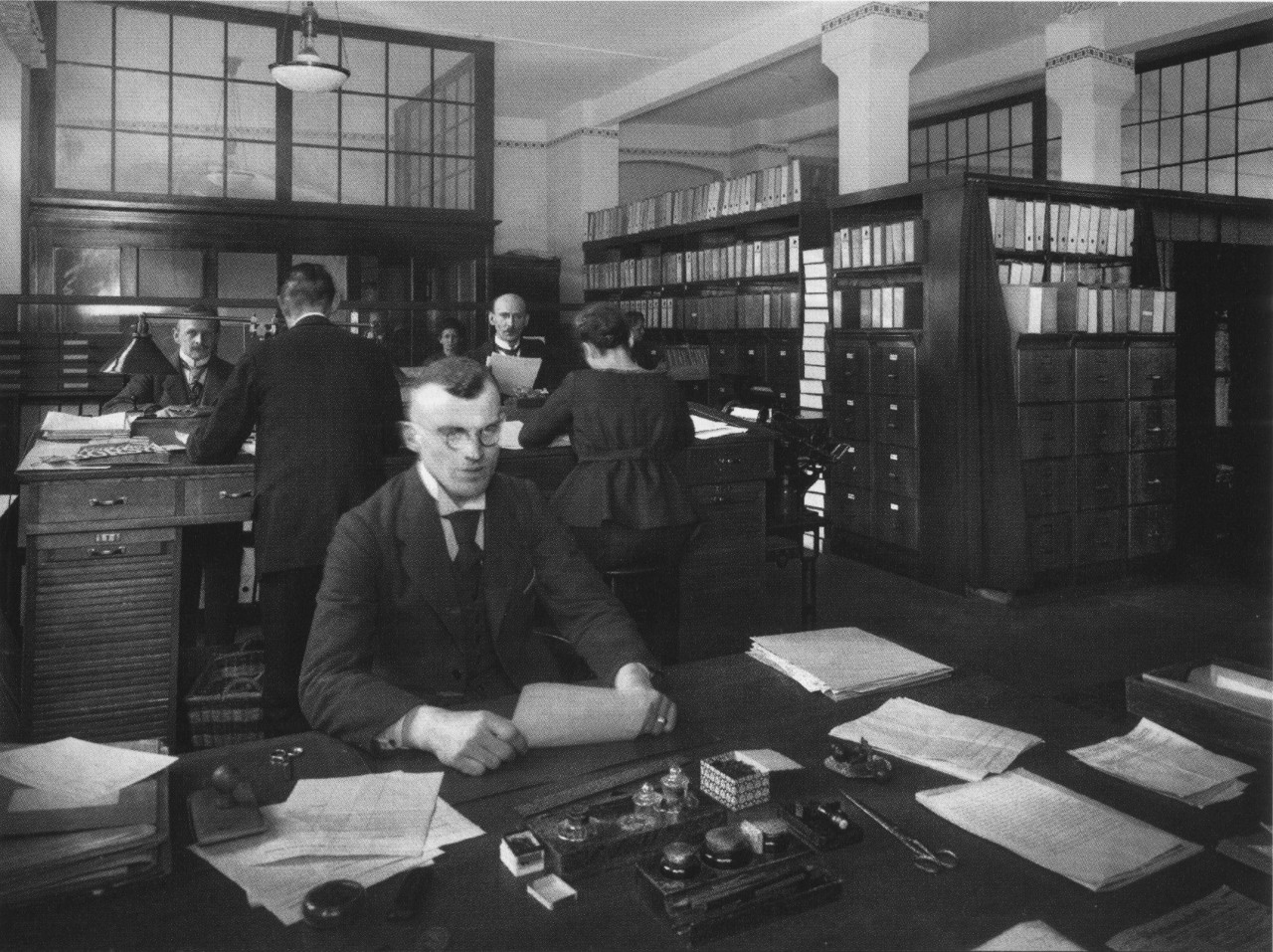
Bernard étouffe dans sa vie de petit employé de banque.

Mais il n'oublie pas Thérèse, dont le séduisent par contraste la candeur et la vertu, et qui l'aime en secret. Il l'invite un soir avec sa propre mère dans son bel appartement, où elles l'attendent en vain. Humiliée mais ne pouvant plus celer sa passion, Thérèse retourne chez lui au matin : il vient de découvrir que Renée le trompait et, ravagé, supplie Thérèse de l'aider à quitter « ces gens, leurs infâmes combines, leur argent, leurs plaisirs ». Ils se fiancent le jour-même.
Dix ans passent sur cette union en fait peu heureuse. Bernard « avait repris l'existence bourgeoise de son père comme on se couche dans le lit où les parents sont morts ». Employé de banque, père de trois enfants, choyé par sa femme, il ne se satisfait pas de ce confort médiocre et ne parvient à oublier ni son ancienne maîtresse, ni l'excitation d'une vie aventureuse, ni l'argent facile. Thérèse de son côté se sent seule, d'autant qu'elle a perdu son père, puis sa grand-mère.
C'est alors que Renée resurgit dans la vie de Bernard, l'entraînant dans sa villa de Fontainebleau. Il s'efforcera quatre ans durant d'accorder en lui ces deux univers irréconciliables, celui des Détang et celui des Brun. Mais une ultime querelle l'oppose à Thérèse, qui ne se résigne pas à sa liaison, et veut en outre le dissuader de monter avec Détang et un certain Mannheimer un trafic de pièces de rechange pour avions fabriquées aux États-Unis. Ils décident de se séparer.
Leur fils de quinze ans, Yves, questionne alors Thérèse sur Martial, dont elle a toujours gardé une photographie : l'idéalisant quelque peu, il pense qu'il se serait mieux entendu avec lui qu'avec son père.

### Troisième partie:1936-1941

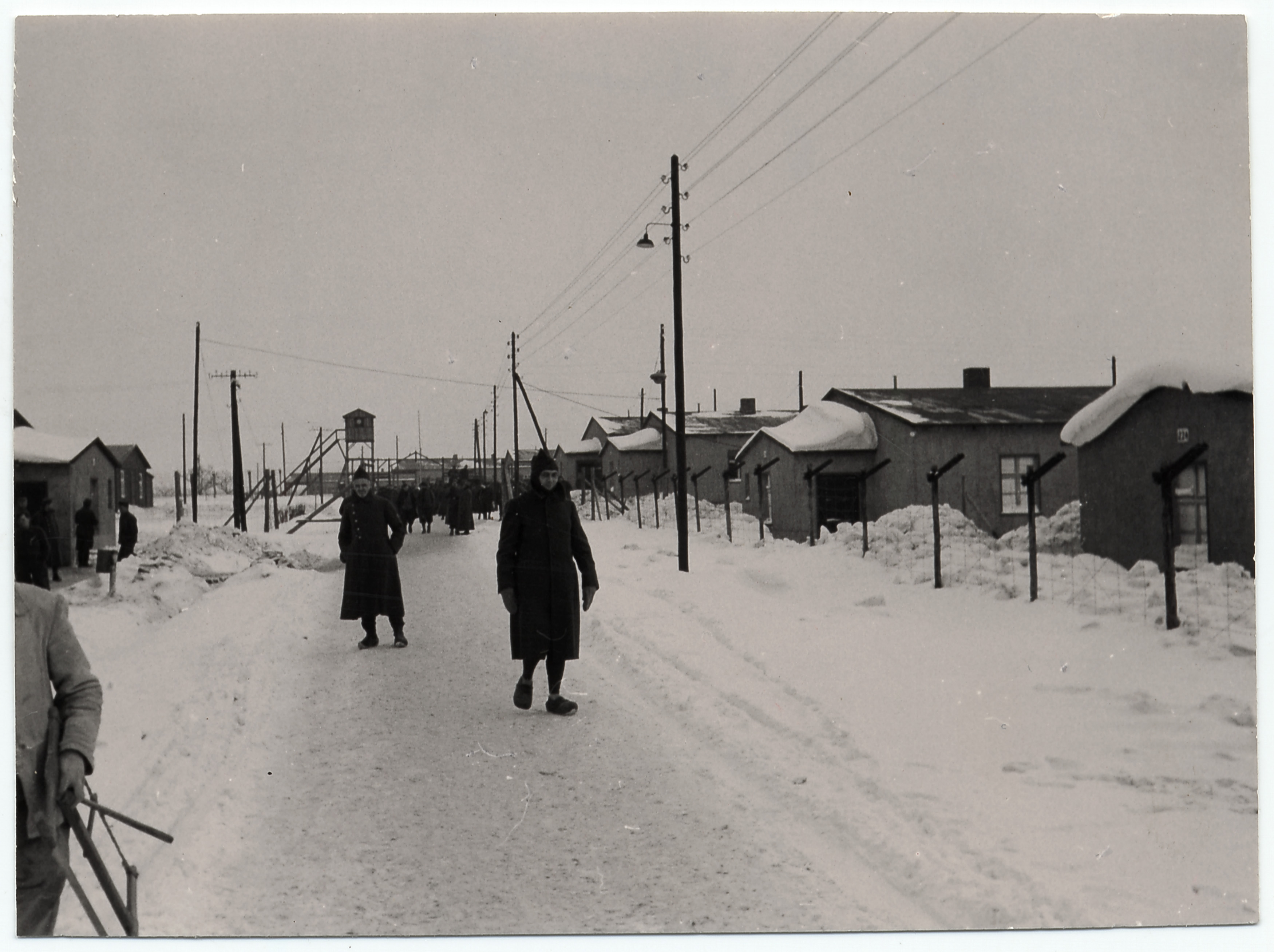
Bernard subira encore la captivité en Allemagne.

Une suspicion d'incompatibilité entre l'alliage des pièces américaines et les avions français contraint le trio affairiste à intriguer pendant deux ans avant de conclure le marché. Bernard, repris par la fièvre spéculative et hédoniste, emmène son fils à Megève pour se rapprocher de lui; mais sa clique politico-financière y est aussi, pérorant sur le sort de la France. Écœuré, Yves s'enfuit, tâchant en vain de comprendre son père, et rêvant de devenir aviateur pour racheter, dans la guerre imminente, toutes les trahisons : « Pourquoi ces gens qui, à vingt ans, se sont battus avec un courage qui a forcé l'admiration [...] vendent-ils à présent leur âme pour des francs-papiers ? ».
La chute de Mannheimer dans un scandale financier emporte Bernard qui perd tout, lâché aussi par Détang et Renée. Il renonce, pris de scrupules tardifs, à faire chanter Détang pour s'en sortir, et trouve refuge une fois encore entre les bras de Thérèse. Survient la déclaration de guerre.
La « drôle de guerre » dure depuis deux mois. En proie aux remords et au dégoût de lui-même, persuadé qu'il a sa part dans ce chaos et ce gâchis, causé par des débrouillards corrompus comme Détang et lui-même, Bernard apprend par un télégramme la mort d'Yves, dont l'avion a capoté et pris feu au décollage. Il en éprouve une culpabilité terrible.
C'est la débâcle. Le lieutenant Jacquelain erre dans la forêt de Fontainebleau avec quelques soldats, qu'il laisse saccager la villa de Renée, bientôt assiégée. Prisonnier en Allemagne, il oscille entre le désespoir et sa confiance invétérée dans la vie. À l'automne 41, il rejoint Thérèse dans le village où elle a loué une petite maison avec sa belle-mère et ses deux filles : « Elle comprit qu'il revenait changé, mûri, meilleur, et, enfin, à elle, à elle seule ».

## Circonstances de rédaction du roman

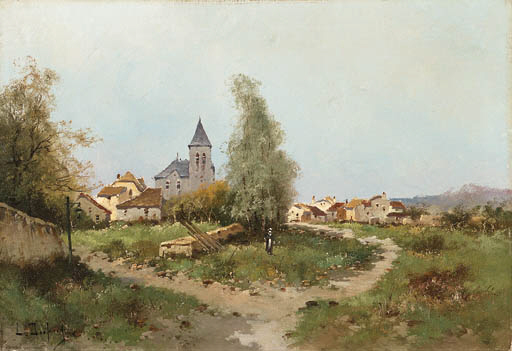
Irène Némirovsky espère être en sécurité dans un petit village pourtant situé en zone occupée.

Amplification d'une nouvelle esquissée fin 1939, achevé entre février et mars 1942, Les Feux de l'automne est l'un des derniers textes de l'auteur, et ne paraîtra pas de son vivant mais en 1957, chez Albin Michel.
Installée depuis mai 1940 avec son mari et leurs deux filles à Issy-l'Évêque, petit village de Bourgogne sis en zone occupée, Irène Némirovsky ne cesse d'écrire, entre autres pour des raisons alimentaires, des romans et des nouvelles qu'elle essaie de faire publier à Paris, chez Albin Michel, ou dans des revues, sous le pseudonyme de Pierre Neyret. Début 1942, tout en poursuivant en parallèle la composition (inachevée) qui deviendra Suite française, elle se lance dans ce court roman dont l'intrigue débute en 1912, traverse le cataclysme de la Première Guerre mondiale, couvre l'entre-deux-guerres et court jusqu'à l'automne 1941.
S'inspirant donc de l'Histoire récente jusqu'à l'actualité la plus immédiate, puisque le temps de la fiction rejoint quasiment celui de l'écriture, Irène Némirovsky livre à travers le comportement et les choix de ses personnages une réflexion presque « à chaud » sur les liens entre les traumatismes de la Grande Guerre d'une part, et de l'autre la revanche des années folles, la corruption et les scandales politico-financiers des années trente, la débâcle de 1940. On sait d'ailleurs qu'elle a consulté à l'automne 1941, au moment où elle écrivait son roman, les comptes rendus des interrogatoires de Guy La Chambre, ministre de l'Air de janvier 1938 à mars 1940, et que le gouvernement de Vichy allait faire comparaître aux côtés de Blum et de Daladier lors du Procès de Riom de février 1942, comme responsable de la défaite, pour avoir acheté aux Américains des chasseurs Curtiss P-36 jugés défectueux. C'est le témoignage de La Chambre qu'Irène Némirovsky utilise « pour créer dans son roman "l'affaire des pièces d'avion" ».
Le roman n'évoquera pas la situation des Juifs, notamment étrangers, dans la France occupée, alors qu'en cet hiver 1941-1942, où s'affirme la politique collaborationniste du régime de Vichy, Irène Némirovsky et son mari Michel Epstein ont tout lieu de mettre en doute la protection à attendre de leur pays d'adoption, comme de leurs anciennes relations. C'est en tout cas le refuge d'Issy-l'Évêque qu'évoque irrésistiblement le village, « à deux cents kilomètres de Paris », où Thérèse se retire à la fin pour attendre son époux. À l'instar de son héroïne, Irène Némirovsky trouve là un certain repos : « c'était un triste bonheur, mais elle était calme et confiante». La romancière sait alors qu'elle ne retrouvera plus sa vie antérieure. Mais en dépit, ou à cause, des malheurs et des trahisons, elle écrit plus que jamais. « Et si "les bûchers purificateurs de l'automne", se demandent O. Philipponnat et P. Lienhardt, avaient brûlé la part factice de son succès, le parisianisme, pour ne lui laisser que le plus précieux don : son art ? Ce serait bien le seul profit de cette guerre».

## Personnages
Le roman ne comporte qu'un petit nombre de personnages, presque tous habilement présentés dès le premier chapitre, lors du déjeuner chez les Brun :
- Thérèse : blonde aux yeux gris, jolie et élancée, calme, réservée et réfléchie, elle a quinze ans au début de l'histoire et une quarantaine à la fin.
- Adolphe Brun : son père, brave homme, portant beau encore, petit rentier fixé dans le quartier populaire de la gare de Lyon.
- Rosalie Pain : grand-mère maternelle de Thérèse, vive, toujours gaie et aimant la vie, malgré un long veuvage et la perte de sa fille, elle est très perspicace et de bon conseil.
- Martial Brun : neveu d'Adolphe, orphelin, au physique ingrat mais touchant d'humanité et de modestie, il devait s'installer comme oto-rhino-laryngologiste en octobre 1914.
- Bernard Jacquelain : du même âge que Thérèse, plein d'attentes et d'appétits face à la vie, d'amertume plus tard.
- Les Jacquelain : Blanche, qui couve son fils et ne le voit pas grandir; et le père, choqué par le désabusement de Bernard, qu'il rêvait à Polytechnique, mais lui-même déphasé et ridicule.
- Germaine Humbert : modiste depuis qu'elle est veuve, prête par intérêt à pousser sa fille dans n'importe quels bras, elle propose même à Thérèse des rendez-vous galants lorsque Bernard est prisonnier.
- Renée : sa fille, poupée blonde aux yeux verts, bien faite et séduisante, absolument dénuée de scrupules, entre femme vénale et femme fatale.
- Raymond Détang : bel homme et sûr de lui, ayant plus de faconde et d'entregent que de réelles qualités, il est le modèle achevé de l'opportuniste cynique, à la limite du personnage type.
- Yves : fils aîné de Thérèse et Bernard, idéaliste, droit et généreux, très proche de sa mère.
- Geneviève et Colette : ses deux petites sœurs, au cœur de quelques scènes du quotidien qui pourraient très bien avoir été inspirées à l'auteure par ses propres filles.
- Mannheimer : homme d'affaires véreux dont on n'entendra que le nom (Bernheimer dans certaines éditions).

D'autres personnages, tels les soldats soignés par Martial en 1915 ou ceux du détachement de Bernard en 1940, ou encore les amis des Détang entrevus lors de leurs soirées, ne font que passer dans l'histoire et restent presque tous anonymes.
Délaissant les protagonistes habituels de ses romans, issus des milieux qu'elle fréquente et connaît bien (grands bourgeois, juifs riches plus ou moins antipathiques), Irène Némirovsky a donc choisi pour Les Feux de l'automne la petite bourgeoisie française, évoquée à travers ses valeurs, ses ambitions, ses idées — souvent toutes faites chez des figures un peu caricaturales comme M. Brun ou les parents Jacquelain —, mais aussi son mode de vie, les bons petits plats préparés par la gourmande Mme Pain par exemple.
Bien qu'usant du point de vue interne et du monologue intérieur, ce n'est pas un roman d'analyse : les caractères sont peu fouillés — Thérèse garde même une certaine opacité. Les personnages prennent forme à travers ce qu'ils pensent, disent et font dans leur quotidien, face aux événements. Bernard ou même les Détang, sans devenir tout à fait des types sociaux, incarnent ainsi des types de comportement nés d'un contexte particulier.

## Thèmes essentiels
La guerre est un révélateur. Tout en se servant d'elles et en prétendant les défendre, elle fait exploser des valeurs en fait déjà moribondes : patriotisme revanchard, sens de l'honneur et du devoir confondus, obéissance à l'autorité, respect de la morale. Tout s'effondre en effet dès qu'on comprend, comme Bernard, qu'on se bat pour les marchands de canons. Mais il reste alors l'amour, celui de Thérèse, oblatif et salvateur.

### D'une guerre à l'autre

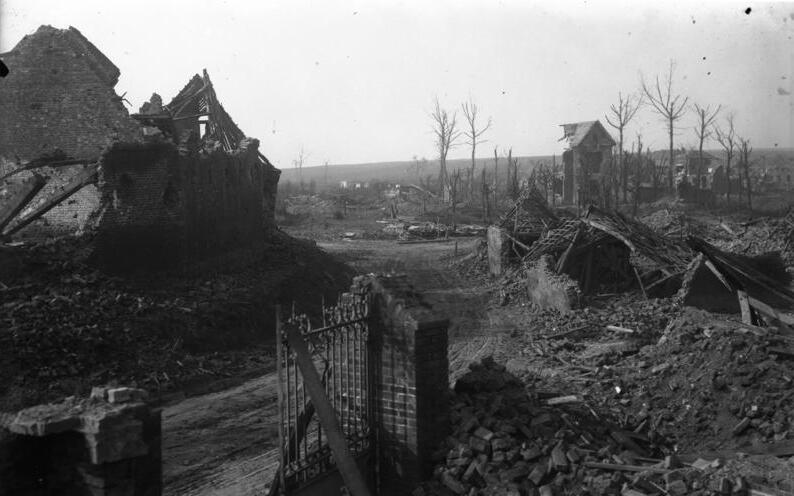
Bernard n'oubliera jamais les champs de ruines de 14-18.

#### La guerre désacralisée
L'enthousiasme collectif de l'été 1914 est déconsidéré à travers les rodomontades de M. Brun ou les naïvetés de Mme Jacquelain : seul Martial pressent que le conflit s'éternisera et ose parler, quitte à choquer son entourage, de « sale guerre ». L'horreur du front est restituée en quelques pages saisissantes, sans aucune scène dans les tranchées proprement dites, mais dans la cave où Martial a aménagé les secours : bombardements, inondations, odeurs infectes, coulées et gangues de boue partout, manque de lumière, de sommeil, visages creusés, vêtements crasseux ou déchirés, linges souillés, cris des blessés et des mourants. On suit aussi Bernard dans le chaos des régions de combat : des villages en ruines, un fleuve charriant des cadavres, des routes détruites encombrées de soldats et de réfugiés, un paysage lunaire défoncé par les obus, jonché d'énormes tas de ferraille, de carcasses de chevaux, de débris ayant appartenu à des hommes. Il y voit « une industrialisation de la guerre, une entreprise de massacre en série ». Pas une page sur la fraternité des tranchées ou sur la joie de l'armistice.
Thérèse et sa belle-mère vivent les adieux et les angoisses de la mobilisation de 1939 comme la résurgence de l'autre guerre — ce qui souligne qu'à peine plus de vingt ans séparent les deux conflits. La « drôle de guerre » est illustrée par l'oisiveté de Bernard dans un café de la ville lorraine où il reçoit la nouvelle de la mort d'Yves, son fils, ainsi qu'au son d'une rengaine qui prend des accents d'ironie tragique : « Les pruneaux seront pour les copains / T'en fais pas !... Et tout finira très bien. ». La débâcle de juin 40, avec ses lambeaux d'armées en déroute croisant des convois de civils en train de fuir dans des campagnes dévastées, rappelle les images de désolation de 1918. L'auteur enfin plonge Bernard dans le froid, la neige et la morosité des camps de prisonniers, tout en retraçant en parallèle les difficultés et les privations de Thérèse et de sa famille dans Paris occupé. L'impression générale est celle d'une débandade vide de sens.

#### L'illusion de l'héroïsme

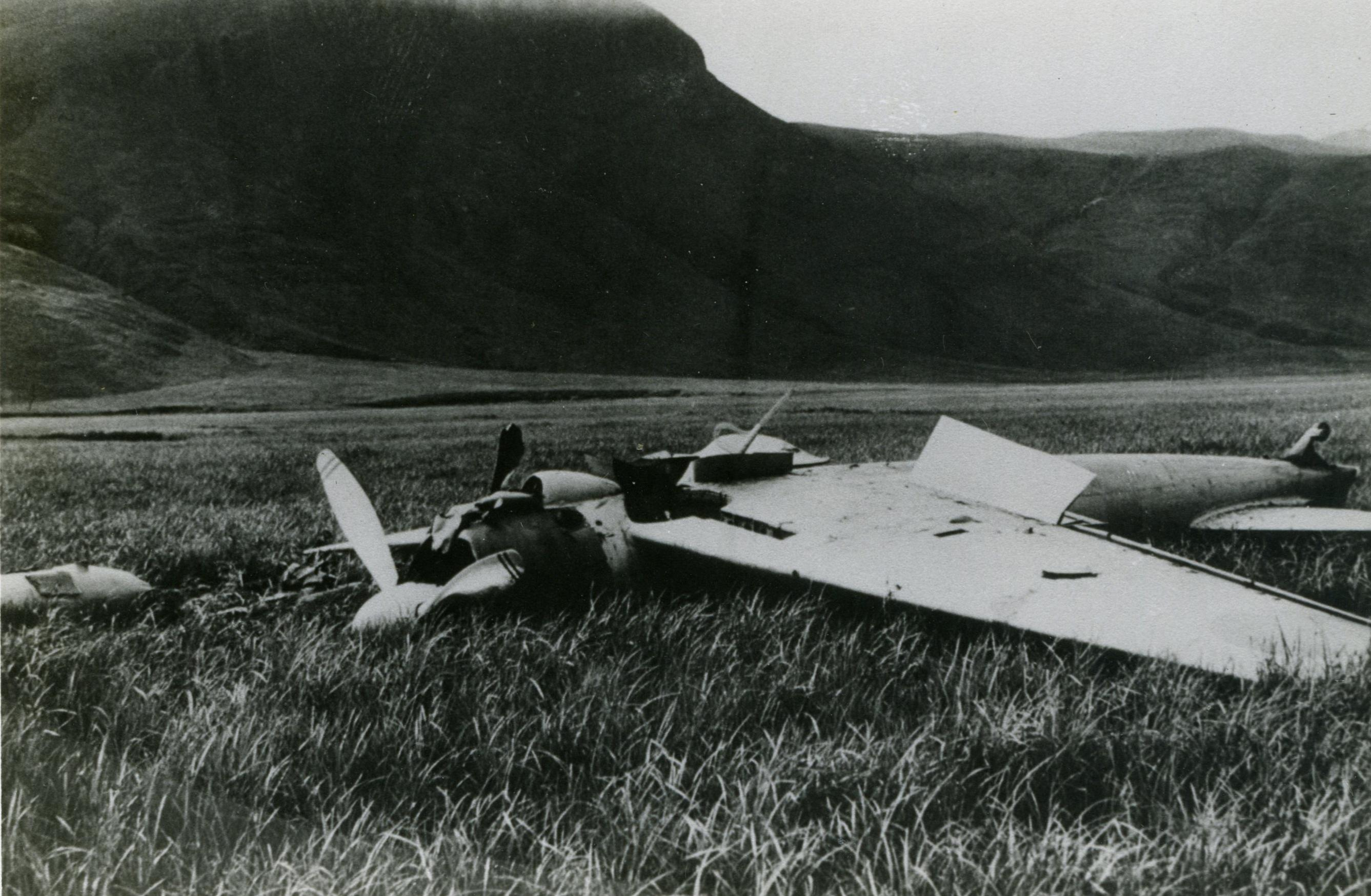
Le crash de son avion a mis fin aux rêves héroïques d'Yves.

Le culte que voue Bernard à l'héroïsme est déjà démystifié en étant mis au compte de sa jeunesse. Il ne résistera pas à son sentiment d'être déshumanisé dans cette boucherie, et à sa rancœur contre les civils, qui minimisent la souffrance des poilus, ou la sanctifient pour masquer leurs propres magouilles : « les héros, la gloire... donner son sang pour la patrie » ? « bobards de civils ». Yves, lui, veut offrir sa vie dans une quête désespérée de sens et de pureté. Espérant s'élever au-dessus de l'égoïsme et de la pourriture, il cherche dans le métier d'aviateur l'effort et le risque qui pourraient tout racheter, tout sauver. Mais son élan s'écrase de façon dérisoire avec son avion. Si héroïsme il y a, il est plutôt du côté de Martial, qui ne combat pas mais s'acharne avec altruisme à soigner les blessés dans les pires conditions. Ou à la rigueur, bien qu'il le fasse plus par désespoir que par abnégation, dans le seul exploit de Bernard auquel on assiste, quand il couvre la fuite de ses hommes en restant dans la villa de Renée. Il reste que la guerre, en saccageant les idéaux, même naïfs ou dépassés, du père puis du fils, aura pris ce qu'ils avaient de meilleur, de plus sincère et de plus généreux.

### L'effondrement moral

#### Un romanpétainiste?
Le roman — intitulé à l'origine Jeunes et Vieux — montre une génération qui tourne le dos aux valeurs prônées par ses aînés, comme le patriotisme ou le sens du sacrifice, pour se vautrer dans les plaisirs et l'argent facile, si bien que la défaite de 1940 est rapportée au cynisme de « toute une classe [qui] a pensé et dit : "Moi, après tout, je m'en fous, pourvu que je fasse mon beurre..."». C'est ce qui permet à Jonathan Weiss de conclure qu'on n'est « pas loin d'une idéologie vichyssoise », condamnant les politiciens corrompus par l'affairisme, valorisant la famille (unique ambition de l'héroïne) et réhabilitant la morale chrétienne (Thérèse est très pieuse). La métaphore des feux de l'automne serait dès lors à interpréter dans le sens d'une purification nécessaire. O. Philipponnat et P. Lienhardt admettent pour leur part qu'« à vue de nez ce roman véhicule une morale vichyste », puisque Bernard, qui ne respectait plus rien, est puni par où il a péché, tandis que la défaite de la France semble expliquée par l'égoïsme, la dépravation des mœurs et cet « esprit de jouissance » que vitupérait Pétain. De plus c'est à cette date tout à fait dans la ligne de la revue Gringoire, par qui Irène Némirovsky espère encore se voir éditée.

#### La guerre terreau de la corruption
Mais ses deux biographes soulignent qu'en fait la romancière s'éloigne ici des lieux communs de la droite vichyste, d'abord en ne fustigeant pas les conquêtes du Front populaire (qu'elle n'évoque pas), ni même un avachissement du peuple français : elle montre au contraire que l'abandon de toute probité, le culte idolâtre de l'argent et du profit sont précisément des effets pervers de la Grande Guerre, tout comme l'appétit de jouissance des survivants. Les fournitures d'armes et des destructions de 1914-1918 ont suscité les fortunes nouvelles et les mœurs qui vont avec : collusion des milieux politiques et financiers, affaires louches et profits douteux, individualisme achevé, mondanités creuses où se mêlent arrogance et hypocrisie. Et ce sont les souffrances endurées dans les tranchées, le mépris de la vie qu'on y a appris, qui ont rendu le plaisir si désirable.
« Némirovsky démontre que c'est le culte hypocrite de la guerre, le sacrifice prêché en chaire [...] qui a fait des rescapés de la "der des ders" les prophètes de la future débâcle », et que ceux qui réclament le retour de l'ordre moral et un chef à poigne sont précisément les affairistes et défaitistes; qu'en d'autres termes, « c'est Vichy qui a fait Verdun ». Or le roman distingue nettement les crapules opportunistes, comme le couple Détang et leur coterie de Megève, de ceux que la guerre a cassés et pour qui la jouissance effrénée est la juste compensation de quatre ans de vie volés. D'autant que les remords périodiques de Bernard prouvent qu'en dépit des escroqueries auxquelles il participe, il n'a pas perdu toute conscience morale. Il considère tout simplement durant un temps que l'immoralité est « la mentalité de la guerre transposée dans la paix».
Le roman peut même à cet égard se lire comme l'histoire d'une rédemption. La première guerre entraîne la démoralisation de Bernard, dans tous les sens du terme; la seconde le sauve mais au prix fort : plus que sa propre mort, qu'il désire presque, celle de son fils, dont le sacrifice inutile aura au moins pour effet de ramener son père de ses erreurs. En outre Bernard est aimé de celle qui ne doutera au fond jamais de lui, et prie en quelque sorte jusqu'à la fin pour son retour, en y croyant.

### L'amour

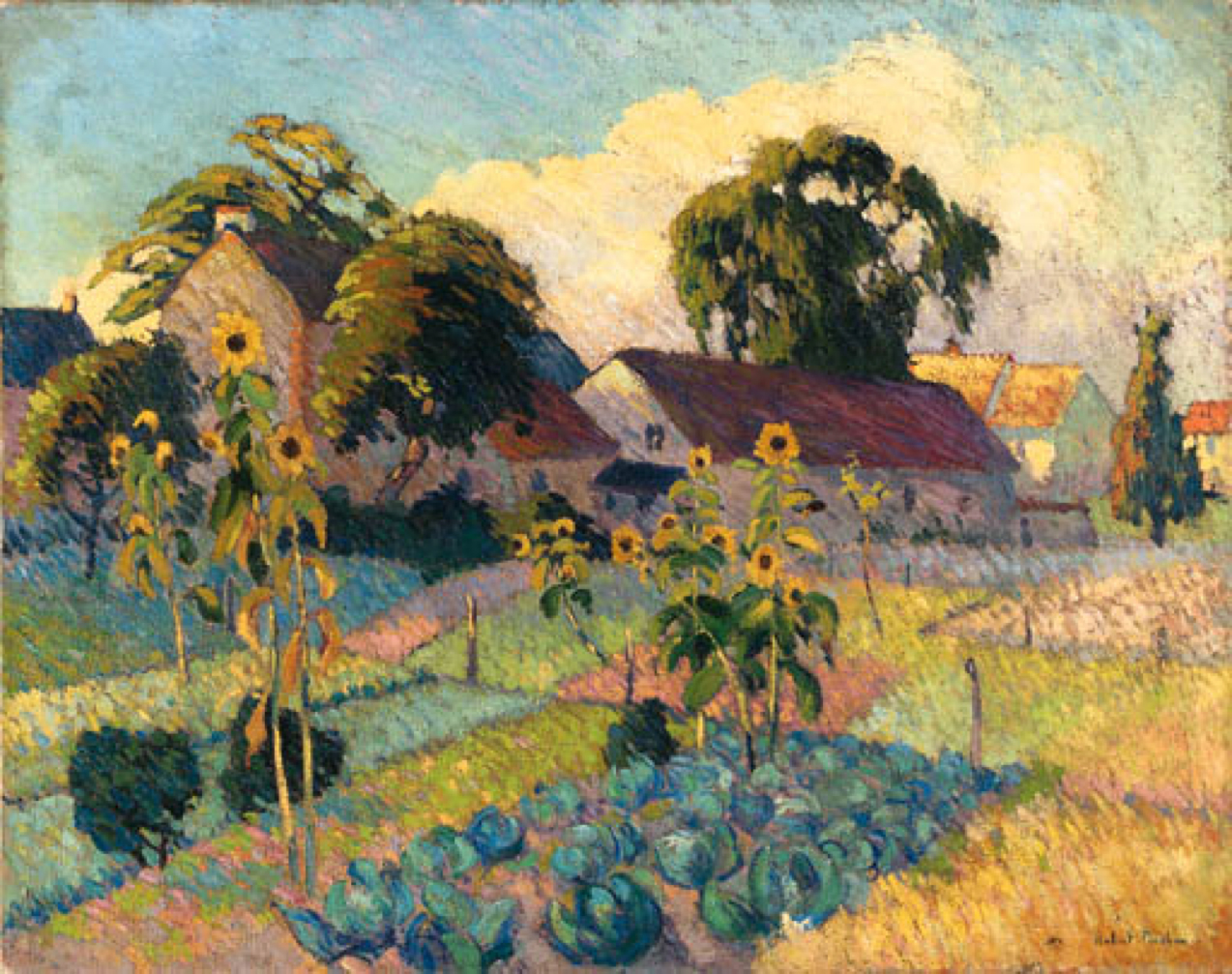
Du jardin Thérèse aperçoit son mari qui lui revient enfin, et pour toujours.

Chaque personnage principal — ou même secondaire — incarne en quelque sorte une modalité du sentiment amoureux.
Martial, c'est l'amour dévot d'un orphelin timide, qui s'y accroche comme à une bouée ancrée dans son enfance. Il n'imagine pas d'autre horizon que Thérèse et la famille qu'ils construiront. Pour Renée, vénale comme sa mère, l'amour se réduit au plaisir physique avec ses amants, et le mariage à une association fructueuse avec un homme pour qui le sentiment ne compte guère. Bernard a des désirs plus contradictoires. Il souffre d'être un jouet entre les mains de Renée mais l'a dans la peau. Il apprécie que Thérèse ne soit pas du genre à se donner comme une femme facile mais redoute qu'elle ne devienne jalouse et possessive. Il ne supporte plus la vie avec elle mais revient quand même, ne veut pas s'attacher mais a besoin de cet enracinement. Thérèse apparaît comme une nouvelle Pénélope : loyale envers Martial dont elle respectera toujours la mémoire, elle se voue néanmoins à sa passion pour Bernard, lui demeurant fidèle envers et contre tout. C'est l'amour fou, où on donne tout, comme dans un pari : « pour toi, pour ton service, j'ai tout gaspillé », songe-t-elle, mais sans regrets. Leur amour à la fin paraît sauvé : on peut ainsi comparer Thérèse à une vestale, qui en a entretenu seule la flamme.
Elle aura suivi d'instinct le conseil que sa grand-mère mourante n'a pas eu le temps de lui donner. La vieille Mme Pain, ayant perçu les dissensions entre sa petite-fille et son mari, voulait leur dire d'être plus souples, de faire confiance au temps, qui mûrit les êtres; elle s'était rêvée marchant avec Thérèse entre des champs où brûlaient de grands feux : « Tu vois, lui disait-elle, ce sont les feux de l'automne; ils purifient la terre; ils la préparent pour de nouvelles semences. Vous êtes jeunes encore ». C'est la seule référence explicite au titre du roman, même si la métaphore du feu purificateur et régénérant y apparaît plusieurs fois.